# Magnificat (Godár)
Vladimír Godár componeerde zijn Magnificat in 2003.
Hij ging daarbij uit van een oud-Slowaakse Bijbelvertaling, de Camaldul Bijbel; verzorgd door een klooster uit Dunajec (Slowakije), ongeveer in 1760. Hierbij bleef het een Magnificat. De muziek die hij bij de tekst heeft geschreven lijkt op de muziek die Alan Hovhaness componeerde bij zijn Magnificat. De muziek is net als bij Hovhaness op Slavische basis geschoeid, maar minder hoogdravend en eenvoudiger van klank. Daarbij komt hij dan dicht in de buurt van de muziek van bijvoorbeeld Arvo Pärt en Gavin Bryars.
Dit Magnificat (10 minuten) is ook veel korter dan dat van Hovhaness en is geschreven voor vrouwenstem, koor, strijkers en harp en bestaat maar uit één deel.

## Bron
- Uitgave ECM Records nr. 1985; een van de weinige opnamen die het Westen bereikt hebben.